# Stefan Olszewski
Stefan Błażej Olszewski (ur. 22 stycznia?/3 lutego 1897 1897 w Ciechanowie, zm. 3 listopada 1941 w Sandomierzu) – polski adwokat, działacz społeczny, radny w Ciechanowie, poseł na Sejm IV kadencji w II Rzeczypospolitej.

## Życiorys
Ukończył gimnazjum w Mławie i (w 1915 roku) Gimnazjum Władysława IV w Warszawie, gdzie zdał maturę. Ponadto ukończył Wyższe Kursy Leśne (w 1915 roku) i Wydział Prawa Uniwersytetu Warszawskiego (w 1923 roku). W międzyczasie (w 1919 roku) ukończył szkołę podchorążych piechoty w Warszawie.
Działał w skautingu i ZHP w Ciechanowskiem, w roku 1916/1917 uczył się w szkole podchorążych POW. Do Organizacji należał od 1915 roku, a od sierpnia 1918 roku był komendantem POW na powiat ciechanowski.
Następnie walczył w 33 pułku piechoty w randze podporucznika, od grudnia 1920 roku był komendantem wojskowego więzienia śledczego w Warszawie (?), referentem oświatowym w wojskowym więzieniu śledczym w Warszawie, a od 15 lutego 1921 roku –  referentem oświatowym garnizonu Jabłonna-Legionowo. W 1923–1924 pracował jako oficer sądowy przy Sądzie Rejonowym w Łomży, po czym został przeniesiony do rezerwy w stopniu porucznika ze starszeństwem z dniem 1 czerwca 1919 roku.
Początkowo pracował w sądzie w Suwałkach, kolejno był prokuratorem Sądu Okręgowego w Toruniu, a od 1929 roku pracował jako adwokat w Ciechanowie. 
Był delegatem na Ciechanów Rady Okręgowej Adwokackiej w Warszawie, założycielem i przewodniczącym Koła Peowiaków i Koła BBWR, członkiem Wydziału Powiatowego i Wojewódzkiego, radnym m. Ciechanów i współorganizatorem Banku Mieszczańskiego. 
W wyborach parlamentarnych w 1935 roku został wybrany posłem na Sejm IV kadencji (1935–1938) 23 288 głosami z listy BBWR z okręgu nr 9, obejmującego powiaty: mławski, ciechanowski, przasnyski i makowski. W kadencji tej pracował w komisjach: prawniczej i rolnej (w 1938 roku). W marcu 1936 roku został wybrany do specjalnej komisji do rozpatrzenia projektu ustawy o upoważnieniu Prezydenta RP do wydawania dekretów z mocą ustawy, a w marcu 1938 roku – do specjalnej komisji ds. oddłużenia rolnictwa, natomiast w czerwcu 1938 roku – do specjalnej komisji ds. aprowizacji. 
Podczas II wojny światowej został aresztowany przez Niemców w październiku 1939 roku, po dwóch tygodniach został zwolniony, jednak zagrożony ponownym aresztowaniem wyjechał do Sandomierza, gdzie prowadził kancelarię adwokacką. 

## Ordery i odznaczenia
- Krzyż Niepodległości (16 marca 1933)[3]
- Krzyż Oficerski Orderu Odrodzenia Polski
- Krzyż Walecznych (trzykrotnie, po raz pierwszy w 1921)[4][5]
- Srebrny Krzyż Zasługi (11 listopada 1934)[6]
- Medal Pamiątkowy za Wojnę 1918–1921
- Medal Dziesięciolecia Odzyskanej Niepodległości[2]

## Życie rodzinne
Był synem Romualda (właściciela gospodarstwa ogrodniczego) i Florentyny z domu Kołakowskiej. Ożenił się w 1926 roku z Kazimierą Dramińską, z którą miał dwie córki: Elżbietę – lekarkę i Danutę zamężną Markowską – geolog i pedagog. 
Został pochowany na cmentarzu w Sandomierzu.